# Mo, Söderhamns kommun
Mo är en bebyggelse, tillika kyrkort i Mo socken i Söderhamns kommun. Orten avgränsades intill 2015 som en småort, benämnd Mo (norra delen), för att därefter växa samman med och utgöra en del av tätorten Mohed och sedan 2023 åter klassas som en separat småort.. 
Mo ligger cirka 15 km väster om Söderhamn och 24 km från Bollnäs, riksväg 50 går genom orten. Ytan är ungefär en mil gånger en mil.  Mo består av flera byar, Mohed med området kring flygfältet och campingen har nu mest innevånare. Mo socken har medeltida ursprung. Namnet kommer från den sandiga marken (mon). Mo ligger i en bördig dalgång med naturen som har stor variation av vidsträckta skogar, bördiga marker, höga berg, sjöar och till och med ett flygfält.

## Historia
Mo-bygdens topografi skapades när inlandsisen smälte och den mäktiga rullstensås som skär igenom landskapet kom till. I början av 1300-talet byggdes den första stenkyrkan i Kyrkbyn, som då var bygdens centralort. Den nuvarande kyrkan invigdes 1822. Den byggdes delvis av sten från den gamla kyrkan och platsen blev den tidens centralort, nära lintillverkningen i Flor. Lin odlades sedan lång tid i Hälsingland och fick en stor betydelse för Mo socken när Flors Linnemanufaktur startade 1729. Det var den driftige industrimannen Stephen Bennet och hans skickliga arbetare som skapades en omfattande verksamhet med tillverkning av linprodukter i Mo. Flor var en tid Sveriges tionde största industriort. Verksamheten upphörde 1859.
Söderhamns stad grundades 1620 av Gustav II Adolf som även bildande Helsinge regemente 1630. Det låg från början i Florhed men flyttades 1689 till Mohed. Regementet flyttade 1909 till Gävle. 
Jord- och skogsbruk har alltid varit en viktig näring i bygden. Postadressen var tidigare Hälsingmo för att undvika sammanblandning med andra orter med namnet Mo.

## Natur
Mo socken ligger väster om Söderhamn kring Florån och Florsjön. Mo ligger i en dalgång men runt om finns kuperad skogsbygd. Huvudbygden ligger runt Florsjön, utloppet går via Florån till sjön Marmen i Ljusnan.
Det finns flera mindre sjöar: Acktjärn, Bocksjön, Bosjön och längst i sydväst  Villsjön. Här ligger även Djupdalsberget och Mobodarne.
Den sydvästra sockendelen genomkorsas av den nyligen restaurerade järnvägen mellan Söderhamn och Kilafors. I väster del ligger byn Florhed och ännu längre mot väster reser sig Kasberget, Björnberget samt  Åsboberget.
I nordväst ligger Stor-Hisjön och söder om denna reser sig Gruvberget med gamla gruvhål. I norra delen reser sig dess högsta berg, Högbrunnsberget (228 meter över havet) och något längre söderut Ranboberget (197 meter över havet) och Olberget. I nordost ligger Bocksjön och nordost om den reser sig Offerhällarna med fornlämningar efter offer.
Mo har två populära stigar, dels vandringsstigen Mostigen som går från Bocksjön till Söderhamn, dels Kyrkstigen som leder går från kyrkoruinen i Kyrkbyn till Östbo.

## Personer med anknytning till orten
- Emil Oremo, fotbollsspelare